# Helena Peterson
Anna Helena Peterson, nach Heirat Anna Helena Bernhard (* 8. April 1962 in Enskede), ist eine ehemalige schwedische Schwimmerin.

## Sportliche Karriere
Die 1,72 Meter große Helena Peterson schwamm für SK Neptun aus Stockholm.
Zum Abschluss der Schwimmwettbewerbe bei den Olympischen Spielen 1980 in Moskau erreichten Carina Ljungdahl, Birgitta Jönsson, Helena Peterson und Tina Gustafsson das Finale in der 4-mal-100-Meter-Freistilstaffel mit der drittschnellsten Zeit. Im Endlauf waren Ljungdahl, Gustafsson, Agneta Mårtensson und Agneta Eriksson über drei Sekunden schneller als die Vorlaufstaffel. Über sechs Sekunden hinter der DDR-Staffel aber eine halbe Sekunde vor den Niederländerinnen erschwammen die Schwedinnen den zweiten Platz. Nach den bis 1980 gültigen Regeln erhielten nur die im Finale eingesetzten Schwimmerinnen auch eine Medaille.